# Đoàn Dũng
Đoàn Dũng (15 tháng 8 năm 1939 – 17 tháng 9 năm 2018) là một diễn viên Việt Nam. Ông được biết đến qua một số bộ phim Em bé Hà Nội, Vĩ tuyến 17 ngày và đêm, Hoàng Hoa Thám. Năm 1997, ông được Nhà nước Việt Nam phong danh hiệu Nghệ sĩ nhân dân.

## Cuộc đời
Đoàn Dũng tên khai sinh Nguyễn Anh Dũng, sinh năm 1939 ở Hà Nội. Ông theo học khóa đầu tiên của trường Nghệ thuật sân khấu I (nay là Đại học Sân khấu Điện ảnh Hà Nội), chung lớp với Thế Anh, Trà Giang. Sau khi tốt nghiệp, ông về công tác tại Nhà hát Kịch Việt Nam, ông tham gia một số vở kịch tiêu biểu như Một đêm giông tố, Nguyễn Văn Trỗi, Âm mưu và tình yêu và Trưởng giả học làm sang. Ở lĩnh vực điện ảnh ông được biết đến qua một số bộ phim như: Bức tường không xây, Biển lửa, Độ dốc, Em bé Hà Nội, Vĩ tuyến 17 ngày và đêm, Hoàng Hoa Thám.
Ngày 17 tháng 9 năm 2018, ông qua đời tại Bệnh viện Thống Nhất do bệnh nhiễm trùng thần kinh, hưởng thọ 79 tuổi.

## Phim đã tham gia
| Năm  | Tên phim                 | Vai diễn              | Đạo diễn                            |
| ---- | ------------------------ | --------------------- | ----------------------------------- |
| 1966 | Biển lửa                 | Toàn                  | NSND Phạm Kỳ Nam, NGND Lê Đăng Thực |
| 1967 | Rừng O Thắm              | Bí thư Đảng ủy        | NSND Hải Ninh                       |
| 1972 | Vĩ tuyến 17 ngày và đêm  | Vệ                    | NSND Hải Ninh                       |
| 1973 | Độ dốc                   | Công nhân lái máy kéo | NGND Lê Đăng Thực                   |
| 1974 | Em bé Hà Nội             | Nhân viên cứu hộ      | NSND Hải Ninh                       |
| 1977 | Bức tường không xây      | Đào                   | NSND Nguyễn Khắc Lợi                |
| 1978 | Tiếng gọi phía trước     | Tơm                   | Long Vân                            |
| 1979 | Cha và con               | Anh Cừ                | Dương Đình Bá                       |
| 1987 | Hoàng Hoa Thám           | Đề Thám               | NSND Trần Phương                    |
| 1988 | Ngõ hẹp                  | Họa sĩ Vĩnh Long      | NSND Bạch Diệp                      |
| 1988 | Những mảnh đời rừng      | Sơn                   | NSND Trần Vũ, Jörg Foth             |
| 1989 | Người tìm vàng           | Hóa                   | NSND Đào Bá Sơn                     |
| 1991 | Bí mật thành phố cấm     | Đại úy Ngô Trác       | Phan Vũ, Quốc Long                  |
| 1992 | Tình yêu bên bờ vực thẳm | Hà Văn Tam            | NSND Hải Ninh                       |
| 1992 | Chuyện tình thời Sida    | Trùm sex tour         | NSND Trần Vũ                        |
| 2010 | Tây Sơn hào kiệt         | Tôn Sĩ Nghị           | NSND Lý Huỳnh                       |
| 2013 | Cỏ biếc                  | Hai Dư                | Nguyễn Quốc Hưng                    |